# Praskovče
Praskovče (en serbe cyrillique : Прасковче) est un village de Serbie situé dans la municipalité de Ražanj, district de Nišava. Au recensement de 2011, il comptait 422 habitants.

## Démographie
| 1948 | 1953 | 1961 | 1971 | 1981 | 1991 | 2002 | 2011 |
| ---- | ---- | ---- | ---- | ---- | ---- | ---- | ---- |
| 773  | 822  | 748  | 615  | 615  | 571  | 511  | 422  |

|  |